# Onycha (Alabama)
 Onycha, Alabama és una població dels Estats Units a l'estat d'Alabama. Segons el cens del 2000 tenia 208 habitants.

## Demografia
Segons el cens del 2000, Onycha tenia 208 habitants, 96 habitatges, i 64 famílies. La densitat de població era de 95,6 habitants/km².
Dels 96 habitatges en un 19,8% hi vivien nens de menys de 18 anys, en un 56,3% hi vivien parelles casades, en un 7,3% dones solteres, i en un 33,3% no eren unitats familiars. En el 32,3% dels habitatges hi vivien persones soles el 8,3% de les quals corresponia a persones de 65 anys o més que vivien soles. El nombre mitjà de persones vivint en cada habitatge era de 2,17 i el nombre mitjà de persones que vivien en cada família era de 2,72.
Per edats la població es repartia de la següent manera: un 16,8% tenia menys de 18 anys, un 7,7% entre 18 i 24, un 29,3% entre 25 i 44, un 29,8% de 45 a 60 i un 16,3% 65 anys o més.
L'edat mediana era de 42 anys. Per cada 100 dones hi havia 103,9 homes. Per cada 100 dones de 18 o més anys hi havia 108,4 homes.
La renda mediana per habitatge era de 17.500 $ i la renda mediana per família de 29.688 $. Els homes tenien una renda mediana de 29.375 $ mentre que les dones 12.143 $. La renda per capita de la població era de 12.530 $. Aproximadament l'11,5% de les famílies i el 15,9% de la població estaven per davall del llindar de pobresa.

## Poblacions més properes
El següent diagrama mostra les poblacions més properes.